# Nana Djordjadze
Nana Djordjadze (en géorgien : ნანა ჯორჯაძე) est une réalisatrice et scénariste géorgienne, née le 24 août 1948  à Tbilissi (RSS de Géorgie, en Union soviétique).

## Biographie
Diplômé en 1972 du département d'architecture de l'Académie des beaux-arts de Tbilissi, spécialiseé en urbanisme, Nana Djordjadze travaille comme architecte et designer en 1968-1973. En 1974, elle entre au département de réalisation cinématographique de l'Université d'État de théâtre et de cinéma Chota-Roustavéli, où elle étudie sous la direction de Tenguiz Abuladze et d'Irakli Kvirikadze. Elle réalise un court métrage Le Voyage à Sopot en 1979, alors qu'elle termine sa dernière année - c'est son travail de fin d'études.
Elle obtient la Caméra d'or au Festival de Cannes 1987 pour Les Tribulations de mon grand-père anglais au pays des bolchéviks,. En 1996, elle réalise le film Les Mille et Une Recettes du cuisinier amoureux, une comédie dramatique mettant en vedette Pierre Richard dans le rôle d'un illustre chef-cuisinier. Le film est présenté au festival de Karlovy Vary avant d'obtenir une nomination pour l'Oscar du meilleur film étranger en 1997,,,. C'est le film Kolya de Jan Sverak qui remportera l'Oscar. Le film suivant de Nana Djordjadze, L'Été de mes 27 baisers, évoque les amours d'une adolescente délurée.
En 2025, elle fait partie du jury chargé de sélectionner les projets de scénarisation pour CASA CINE, une résidence d’écriture filmique et musicale, partenaire de la Commission du Film Alpes-Maritimes Côte d’Azur.

## Filmographie

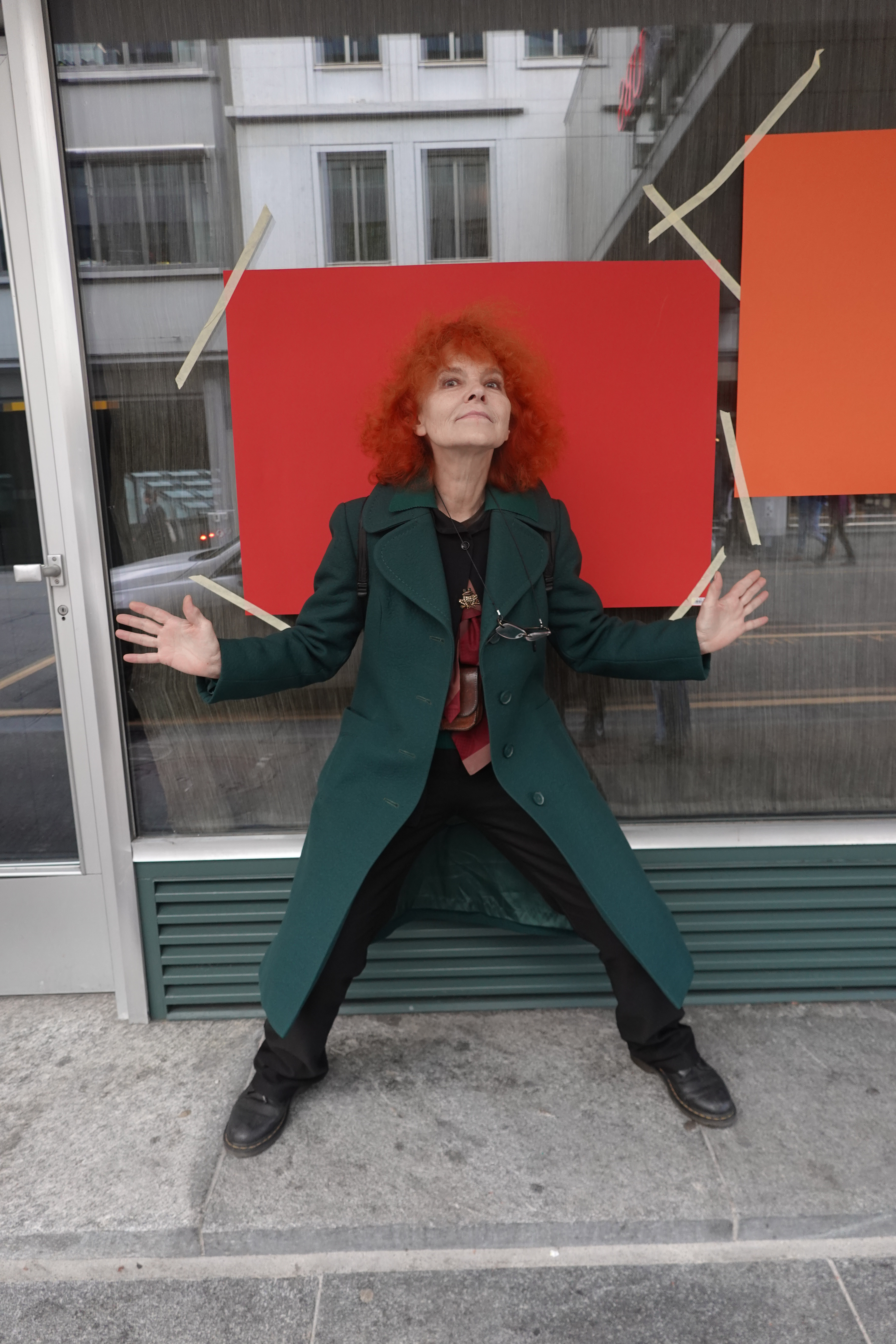
Nana Dschordschadse au féstival Brücke Zürich-Tbilissi 2021 à Zurich.

- 1979 : Le Voyage à Sopot (Mogzauroba Sopotshi) (court métrage)
- 1979 : Atlant
- 1981 : Momekhmaret ialbuzze asvlashi (téléfilm)
- 1984 : Erosi (court métrage)
- 1986 : Les Tribulations de mon grand-père anglais au pays des bolchéviks, également intitulé Robinsonade ou mon grand-père anglais (Robinzoniada, anu chemi ingliseli Papa)
- 1990 : The Poet Rovachidze
- 1993 : Encounters
- 1993 : Château de la Napoule
- 1993 : About Georgia
- 1996 : Les Mille et Une Recettes du cuisinier amoureux (Shekvarebuli kulinaris ataserti retsepti)
- 2000 : L'Été de mes 27 baisers (27 დაკარგული კოცნა, Otsdashvidi dakarguli kotsna)
- 2003 : Postalioni (court métrage)
- 2008 : L'Arc-en-ciel
- 2010 : Moscou, je t'aime (Москва, я люблю тебя!, Moskva, ya lyublyu tebya !)
- 2013 : Ma sirène, ma Lorelei (Моя русалка, моя Лореляй, Moya rusalka, moya Lorelyay)
- 2021 : La Patte de lapin (Кроличья лапа, Krolichya lapa